# Eva (bướm đêm)
Eva là một chi bướm đêm thuộc họ Geometridae.

## Các loài
- Eva flexa
- Eva petulans